# Обрнута дискриминација
Обрнута дискриминација је дискриминација против чланова доминантних или већинских група, у корист чланова мањинских или група које су кроз историју биле у неповољном положају. Групе се могу дефинисати у терминима раса, полова, етничке припадности или других фактора. Циљ ове дискриминације може да буде исправљање друштвене неједнакости код којих мањинске групе имају мање приступа привилегијама у односу на оне које уживају већинске групе. У таквим случајевима она ће покушавти да уклони дискриминацију са којом се мањинске групе већ суочавају. Етикета обрнуте дискриминације се такође може користити да истакне дискриминацију садржану у програмима афирмитативне акције. Обрнута дискриминација може бити дефинисана као неједнак третман чланова већинских група које су резултат преференцијалне политике као што је то случај са уписом на колеџ или приликом запослења, а све то с намером да исправи ранију дискриминацију против мањине.
Концептом афирмативне акције настојало се да обрнута дискриминација постане популарна током првог квартала 70-их година тако што се фокус стављао на недовољна политичка деловања која покушавају да исправе ефекте (утицај) прошлих дискриминација како у владама тако и у пословном свету.
Концепт обрнуте дискриминације има два различита значења:
- У најширем смислу, она се односи на дискриминацију против белаца или мушкараца у било којој области живота, укључујући запослење и образовање.
- У ужем смислу, она се односи на специфичне негативне утицаје белаца или мушкараца који могу доћи из искуства политике афирмативне акције.

Ова два значења су често измешана што доводи до забуне и дезинформације. Закон у неким земљама, као што је Уједињено Краљевство прави разлику између „једнакости пружања“ и „једнакости примања“, засноване на идеји да ће једнак третман пре одржати неједнакост него што ће помоћи да се она елиминише. Противници ове разлике могу исту означити као пример обрнуте дискриминације.

## Обрнута дискриминација на радном месту
Када је члановима одређене групе забрањено одређено запослење сматра се да је дата група добила мање шансе за запослење него што јој иначе следује и да сходно томе заслужује да добије нешто заузврат у виду компензације. Стога, овој групи се компензује због мањка запослености у прошлости. Сходно томе, група која је већ део радне структуре ће бити дискриминисана чак иако им запослење у прошлости никада није било забрањивано. Ако је циљ обрнуте дискриминације да компензује групи којој је начињена неправда тешко да ће се сматрати битним то што они који су превенствено запослени нису били међу првобитним жртвама дискриминације. Штавише, тренутни корисници бенефиција обрнуте дискриминације често нису исте особе које су првобитно биле оштећене дискриминацијом, а они који сада носе терет обрнуте дискриминације су ретко исте особе које су првобитно практиковале дискриминацију. Због овога се сматра да је обрнута дискриминације уједно нерелевантна у својој намери да компензује за нечињења у прошлости као и да је неправедна према онима чије су супериорне квалификације заобиђене.
Често се спекулише међу већинским групама да су дискриминсани због тога што се запошљавају и напредују уз помоћ политичких прописа афирмативне акције. Без обзира на то, критичари ових аргумената често истичу да се „симболички“ значај посла мора узети у обзир као и квалификације. Многи сматрају да базирање одлуке како би се уз помоћ ње вршила дискриминација одређене групе људи не би требало да се темељи на симболизму већ на чврстим и доказивим чињеницама. Томас Совел рекао је да значење појма „квалификација“ мора бити проширено да означава нечију квалификацију „да буде обучаван“ као и „доступност“ жена које више нису у радном односу (најчешће због просперитета њихових мужева). Критичари такође расправљају да оно чиме се означава „обрнута дискриминација“ против већинских група у ствари није дискриминација против те групе већ да је то позитивна дискриминације помажући другој групи. Другим речима, уместо да послодавац налази лоше особине и негативно дискриминише већину он у ствари позитивно помаже мањинској групи. Без обзира на то, многи указују на то да позитивна дискриминација према једној групи има исто дејство као негативна дискриминација према другој. Ако се позитивна дискриминација појави бивајући усмерена на белце на радном месту, под тиме ће се подразумевати негативна дискриминација према људима друге боје коже. Као таква, афирмативна акција за људе различитих боја коже је иста као дискриминација према белцима.

## Земље

### Европска унија
У Праву Европске уније се појаљује када члан Уније који је се придржава Националног законика држава чланица лошије третира сопствене грађане или стране изасланике него Европске становнике или добра који подпадају под Европски законик. Ово се може догодити због правних принципа субсидијарности на коју Европски законик није примењив и у ситуацијама које се тичу једино дате државе чланице.

### Индија
У Индији, међу ограниченим местима за високо школовање на Државним универзитетима, 50% места су резервисани за чланове каста и класа које су лошој економској позицији. Повлашћени кандидати могу да одаберу место из Отворених 50 процената ако он или она имају добре препоруке. Ово за своју последицу има даљу обрнуту дискриминацију Отворених, Општих и “Не-резервисаних“ кандидата. Штавише, с обзиром да економски критеријуми при класификацији Резервисаних кандидата не постоје, ниже рангирани кандидати мећу одабранима често остају сиромашнији док са друге стране они више рангирани добијају растуће бенефите и прерастају у успешну генерацију. Такође, уколико су препоруке ниже рангираних и сиромашнијих у селекцији Отворене и Опште категорије незнатно мање у односу на више рангиране они добијају ограниченији приступ високом школовању. Разлика у препорукама између кандидата резервисаних и нерезервисаних класа на пријемном испиту је често веома велика. У Индији, појам је често коришћен од стране грађана који протестују против кастне поделе.

### Уједињено Краљевство
Уједињено Краљевство прави велику разлику између „једнакости пружања“ и „једнакости примања“, првенствено из поштовања према правима инвалида. Закон о забрани дискриминације инвалида из 1995. као и Закон о једнакости из 2010. стављају до знања да третирањем двеју особа на исти начин није довољно како би се гарантовало једнако опхођење уколико им закон, друштво или окружење не пружи „једнакост исхода“. Закон пружа особама ометеним у развоју могућност тражења „једнаког прилагођавања“ како би били сигурни да ће моћи да приступе запослењу, услогама као и инфраструктури као и потпуно здраве особе. У новембру 2007. године, Дејвид Росин, бивши потпредседник Краљевског колеџа за хирурге дао је следећу изјаву за часопис Hospital Doctor: „Време је да неко иступи и проговори о проблемима обрнуте дискриминације у погледу заслужених награда“ и рекавши да „консултанти жена и етничких мањина добијају повлашћени третман како би се испуниле вештачке маргине“.

### Сједињене Америчке Државе
Број случајева упућених Комисији за једнака права запошљавања који указују на обрнуту дискриминацију се удвостручио током 90-их и наставио да осликава растући број случајева свих осталих врста дискриминације.
У студији спроведеној од стране С. К. Камара и М. П. Орбе сакупљене су изјаве појединаца који описују ситуације у којима су дискриминисани због тога што припадају мањинским групама (случајеви обрнуте дискриминације). Обрађени узорак је сачињен од 30% жена и 70% мушкараца. Распон у годинама рођења био је 3% у ери када права грађана још увек нису била установњена (1900—1935), 53% током ере грађанских права (1938—1969) и 44% у ери након што су установњена права грађана (1970—1985). У просеку 9% испитаника су били Хиспано (особе шпанског порекла), 3% Афро-Американци, 77% Кавкажани, 1% Азијати, 1% Староседеоци и 9% остали.
|                         | Белци | Мушкарци | Млади | Хетеросексуалци |
| ----------------------- | ----- | -------- | ----- | --------------- |
| Расизам                 | 70    |          |       |                 |
| Сексизам                |       | 19       |       |                 |
| Старосна дискриминација |       |          | 12    |                 |
| Хомофобија              |       |          |       | 4               |

Велика већина ових прича укључивала је белце који су били изложени расној дискриминацији (70). Особе које су биле изложене родној дискриминацији изосио је 19. Број младих који су искусили старосну дискриминацију износио је 12., а хетеросексуалци који су биле жртве сексуалне дискриминације износио је 4.

#### Колеџи
Током 1996. године, Универзитет у Тексасу морао је да прекине употребу расне преференције током уписа на колеџ због Одредбе националног суда петог реда која је забранила расне повластице током примања на колеџе. Одредба је закључила да диверзитет приликом уписа није могао да оправда расне повластице. Хопвод против Тексаса је била тужба коју су поднела четири кандидата беле коже Правном факултету у Тексасу. Њима је била одбијена пријава иако су њихове просечне оцене било знатно веће од оцена које су имали мањински кандидати, а који су за разлику од њих примљени. Четири бела студента су такође постигла боље резултате на пријемном испиту. Ова одлука као последицу је имала покретање забране афирмативне акције, прво у Калифорнији 1997., у Вашингтону 1998. и Флориди 1999. године.
Без обира на то, 2003. године, током суђења Гратер против Болинџера, Врховни суд дозволио је Правном факултету Универзитета у Мичигену да настави расним повластицама током пријема кандидата за упис. Ова одлука је била прва и једина правно-спорна афирмативна акција која је прошла кроз суђење. Без обзира на то, ова пресуда је створила збуњеност међу универзитетима и смањила кредибилитет суда за будуће предуде које се буду тицале афирмативне акције.
Године 2012., парница Фишер против Универзитета у Тексасу доспела је до Врховног суда. Универзитет у Тексасу је наводно користио расну повластицу као критеријум уписа и тако одбио пријаву Абигајл Фишер не дозвољавајући јој притом право на жалбу. Ниже веће је подржало жалбу, али је Врховни суд поништио пресуду нижег већа шаљући пресуду назад до Петог круга како би је прегледали. Колеџи су прво кренули са коришћењем расних повластица како би исправили првобитну дискриминацију против тих раса, али је та одлука на крају имала потпуно другачији ефекат проузрокујући сукобљавање са правом једнакости.

## Противници
Према извештају сачињеног 1995. за Стејт Департмент од стране Алфреда Блумрозена, прописи афирмативне акције су узроковали пар случајева обрнуте дискриминације. Извештај је дошао до мање од 100 случајева обрнуте дискриминације међу више од 3.000 случајева Националне службе у периоду између 1990. и 1994. године. Извештај је указивао на то да велика већина случајева није имала доказе. У извештају Блумрозена, национална анкета открила је да је само неколико белаца искусило обрнуту дискриминацију, а да је само 5 до 10 процената белаца веровало да њихова раса може да утиче на то да ли ће добити посао или унапређење. Штавише, Блумрозенов извештај указао је да су жалбе упућене Комисији за једнака права при запослењу садржале додатне доказе да је обрнута дискриминација реткост: 2% случајева су били везани за белце оптужене за сексуалну, расну или националну дискриминацију, док су 1,8% биле белкиње оптужене за расну дискриминацију.
Поред свега, новији извештаји Комисије за једнакост при запослењу указују на то да су мање од 10% притужби на расну дискриминацију приложени од стране белаца, 18% притужби које се односе на пол, а само 4% притужби су упућене од стране мушкараца.
Анализа осталих доказа показује да када су државни узорци анкетирани по питању да ли су искусили губитак посла, унапређења или уписа на колеџ због своје расе 2%-13% је одговорило са да.

#### Уопштено
- Афирмативна акција
- Афроцентризам

#### Друштво
- Каста